# Molau
Molau ist ein Ortsteil der Gemeinde Molauer Land im Burgenlandkreis in Sachsen-Anhalt.

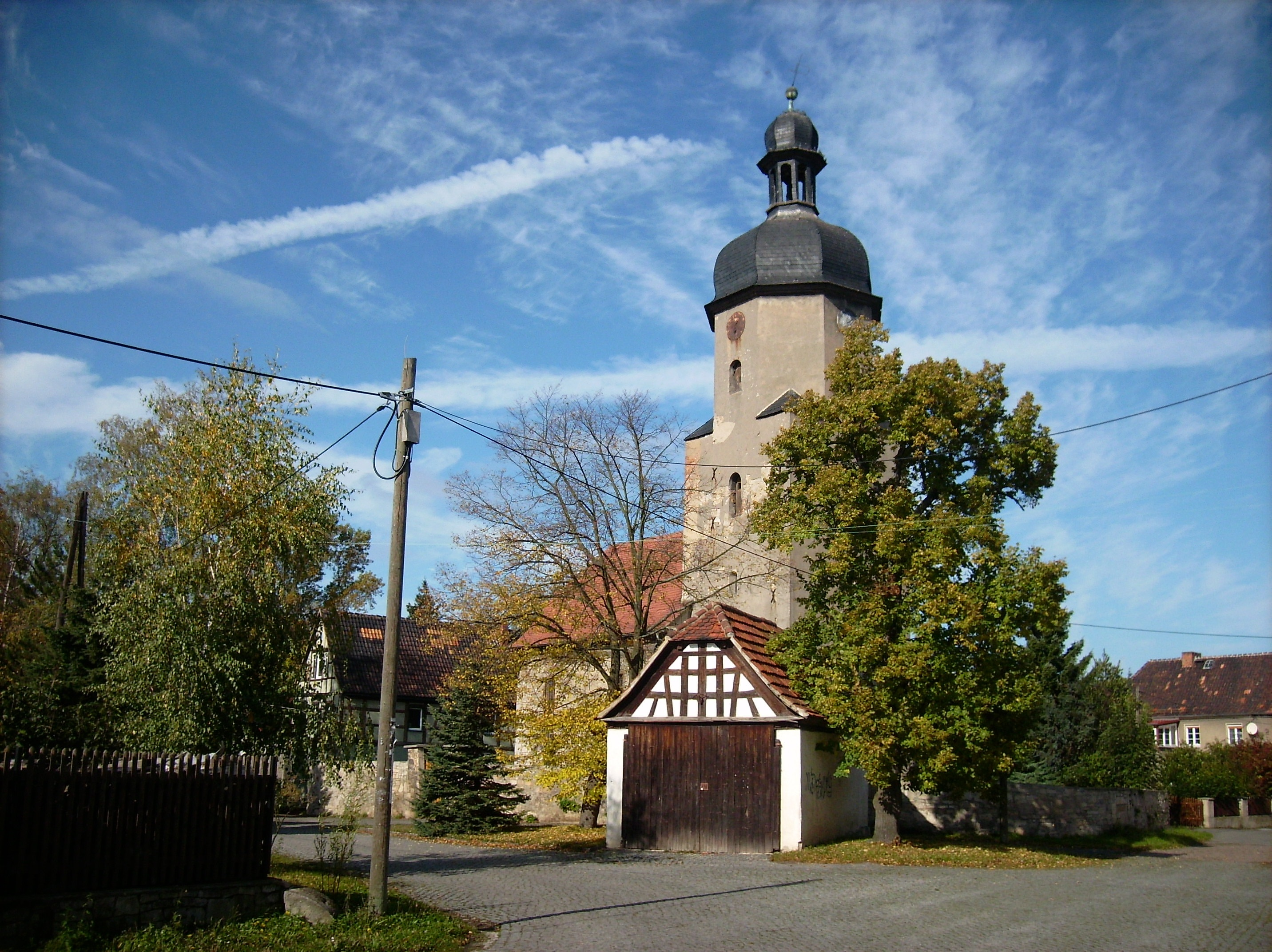
Dorfkirche Molau

## Geografie
Molau liegt ca. 13 km südlich von Naumburg (Saale) und ist der namensgebende Ort der Molauer Platte. Damit wird umgangssprachlich eine weitgehend ebene, waldarme und dünn besiedelte Landschaft zwischen der Bundesstraße 88, dem Wethautal und dem Tautenburger Wald bezeichnet, die ihrerseits den westlichsten Teil des Altenburg-Zeitzer Lößgebietes bildet. Als Ortsteile der ehemaligen Gemeinde waren Sieglitz (am 1. Juli 1961 nach Molau eingemeindet) und Aue (am 1. Januar 1957 nach Molau eingemeindet) ausgewiesen.

## Geschichte
Molau wurde erstmals im 13. Jahrhundert im Zusammenhang mit zwei Rittergütern derer von Molau erwähnt. Nach dem Ort Molau benannte sich eine hier ansässige Seitenlinie der Schenken von Vargula. 

Wappen der Schenken von Molau

Molau, Aue und Sieglitz gehörten bis 1952 wie die meisten heutigen Ortsteile der Gemeinde Molauer Land zu Thüringen. Während Molau und Aue bis 1826 zum Nordteil des Kreisamts Eisenberg gehörten, stand Sieglitz unter der Verwaltung des Amts Camburg. Die wettinischen Ämter Eisenberg und Camburg gehörten aufgrund mehrerer Teilungen im Lauf ihres Bestehens zu verschiedenen Ernestinischen Herzogtümern. 1826 kamen Molau, Sieglitz und Aue vom Herzogtum Sachsen-Gotha-Altenburg zum Herzogtum Sachsen-Meiningen und wurden Teil der Exklave Camburg. Von 1922 bis 1939 gehörten sie zur Kreisabteilung Camburg.
Nach 1952 gehörte Molau dem Kreis Naumburg an und trug die Gemeindenummer 081226. Zum 1. Januar 1973 lag die Einwohnerzahl der Gemeinde inkl. Ortsteile bei 599 Personen.
Am 1. Januar 2010 schlossen sich die bis dahin selbstständigen Gemeinden Molau, Casekirchen, Abtlöbnitz und Leislau zur neuen Gemeinde Molauer Land zusammen.

## Kultur und Sehenswürdigkeiten
Traditionelle Veranstaltungen in der Umgebung sind das Oldtimertreffen in Sieglitz im August, das jährliche Brunnenfest im Mai in Bad Kösen und das Naumburger Hussitenkirschfest im Juni.

Eine Landmarke am südlichen Ortsrand stellte jahrzehntelang ein Wasserturm aus der DDR-Zeit mit kugelförmigem Behälter dar. Nach Umbau der Wasserversorgung im Gebiet wurde er jedoch zwischen Ende 2018 und Mitte 2019 demontiert. 

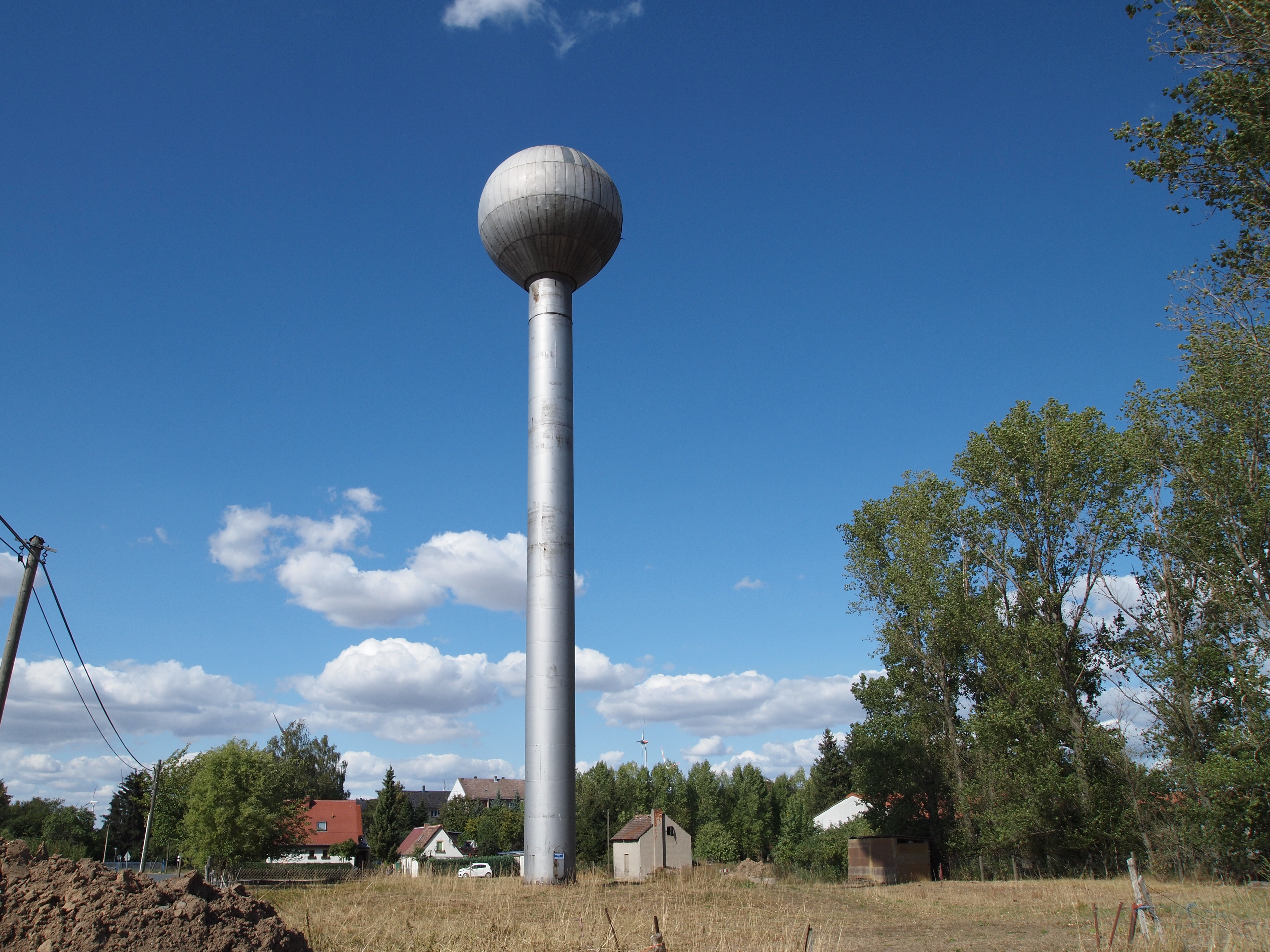
Blick von Süden auf Molau mit Wasserturm, August 2018

## Wirtschaft und Infrastruktur

### Verkehr
Zur Bundesstraße 88, die westlich von Molau von Naumburg (Saale) nach Camburg verläuft, sind es ca. 4,5 Kilometer. Die Gemeinde wurde ehemals mittels der Bahnstrecke Zeitz–Camburg an die umgebenden Orte angeschlossen. Nach der Sprengung der Saalebrücke bei Camburg war Molau von 1945 bis zur Stilllegung des Abschnitts Molau-Osterfeld 1965 Endpunkt der Strecke von Zeitz.

### Wirtschaft und Tourismus
In der Nähe von Molau befindet sich der Windpark Molauer Platte, der das gute Windangebot auf der Hochfläche ausnutzt. In der Umgebung des Ortes wird Hopfen angebaut. Der Radweg Saale-Unstrut-Elster-Rad-Acht führt durch Molau.